# 調布警察署
調布警察署（ちょうふけいさつしょ）は、東京都調布市に存在する、警視庁が管轄する警察署の一つである。第八方面本部所属。管轄区域が多摩川を挟んで神奈川県川崎市と隣接している。
署員数、約430名。識別章所属表示はUM。

## 管轄区域
- 調布市
- 狛江市

## 所在地
- 東京都調布市国領町二丁目25番地1

## 沿革
- 1948年（昭和23年）3月 - 調布町役場内に自治体警察としての調布町警察署が開署した。
- 1948年（昭和23年）3月7日 - 旧警察法の施行により調布警察署から独立、調布町警察署として署長以下41名で発足した。
- 1951年（昭和26年） - 旧警察法の施行により、国家地方警察地区警察署と改称する。
- 1954年（昭和29年）7月1日 - 警察法の施行により警視庁調布警察署と改称、現在に至る。
- 1997年（平成9年） - 新庁舎落成。旧庁舎は国道20号を新宿に向かい左側だが、新庁舎は右側となる。

## 組織
- 警務課
- 会計課
- 交通課
- 警備課
- 地域課
- 刑事組織犯罪対策課
- 生活安全課

## 交番

### 調布市
- 上石原交番（調布市上石原1丁目29番地5）
- 深大寺交番（調布市深大寺南町4丁目13番地1）
- 調布駅前交番（調布市布田4丁目1番地）
- 菊野台交番（調布市菊野台1丁目32番地26）
- 仙川交番（調布市仙川町1丁目47番地3）
- つつじヶ丘駅前交番（調布市西つつじヶ丘3丁目31番地2）
- 京王多摩川駅前交番（調布市多摩川4丁目41番地7）
- 多摩川住宅交番（調布市染地3丁目1番地498）
- 国領交番（調布市国領町2丁目5番地15）
- 飛田給駅前交番（調布市飛田給1丁目42番地）
- 布田交番（調布市布田3丁目21番地7）
- 電気通信大学前交番（調布市富士見町2丁目11番地3）

### 狛江市
- 岩戸交番（狛江市岩戸北4丁目1番8号）
- 中和泉交番（狛江市元和泉1丁目3番2号）
- 狛江交番（狛江市元和泉1丁目3番2号）
- 和泉多摩川交番（狛江市東和泉3丁目12番1号）
- 猪方交番（狛江市猪方4丁目10番1号）
- 小覚交番（狛江市東野川2丁目20番14号）

## 駐在所

### 調布市
- 植物公園前駐在所（調布市深大寺北町7丁目6番地10）
- 宮の上駐在所（調布市柴崎2丁目14番地2）

## その他
- 調布駅北口交番は建築家妹島和世設計の庁舎だったが、2008年に京王線連続立体交差工事のため解体された。その後北口に仮設の庁舎を経て2016年に南口に移転し調布駅前交番に改称された。
- かつて甲州街道の下石原交差点・南東角に「下石原交番」が存在したが、2017年2月22日に同交差点・北東角への移転と「電気通信大学前交番」への改称がなされた。
- 狛江交番は元々は狛江市役所脇にあったが、「大型交番」として小田急線と世田谷通りの間の東和泉1-3-18に移転した（現在の狛江市商工会館）。更にその後、狛江駅前への交番設置の要望があり。現在の場所へ移転した。
- 小覚交番の小覚（こがく）とは旧町名の小足立（こあだち）と覚東（がくとう）から1字ずつ取って名付けられた。
- 管内を通る中央高速道路は警視庁高速道路交通警察隊が取り扱う。
- かつて上石原三丁目に警視庁第七機動隊が所在していたが、府中市朝日町に移転した。

## 主な事件等
- 中央自動車道切り通し爆破事件（1989年2月24日） - 中央高速の深大寺南町1丁目で発生。
- 不発弾処理（2008年5月18日） - 国領駅を地下化する工事中に不発弾が発見され、処理の際に周辺が警戒区域となった。
- 調布市小型機墜落事故（2015年7月26日） - 調布飛行場を離陸した小型機が富士見町の住宅地に墜落した事故。
- 外環道陥没事故（2020年10月18日など） - 東京外郭環状道路のトンネル工事現場の真上の道路が陥没した事故（東つつじケ丘）。
- 京王線刺傷事件（2021年10月31日） - 調布駅 - 国領駅間で発生。

## 関連人物
- 芹沢常行 - 日本初の検視官。調布署長も務めた。